# زکاخ
زکاخ (به آلمانی: Seckach) یک شهر در آلمان است که در نکار-ادنوالد واقع شده‌است. زکاخ ۴٬۱۳۱ نفر جمعیت دارد.

## خواهرخوانده
شهر جاتزادا سکیانو خواهرخواندهٔ زکاخ هست.